# Nati nel 1903/Febbraio
| Questa pagina contiene informazioni ricavate automaticamente dalle voci biografiche con l'ausilio del template Bio e di un bot. L'aggiornamento è periodico e automatico e ricostruisce completamente la pagina. Se manca una persona in questa lista, sei pregato di non aggiungerla, ma accertati piuttosto che la sua voce biografica contenga il template Bio e che i dati anagrafici siano correttamente compilati. Se il template Bio manca, inseriscilo tu stesso o, in alternativa, metti l'avviso {{tmp\|Bio}} che ne segnala la mancanza. Se i dati riportati sono sbagliati, correggi direttamente la voce biografica; le modifiche saranno visibili in questa lista entro pochi giorni. Per chiarimenti vedi il progetto biografie. La lista contiene solo le 138 persone che sono citate nell'enciclopedia e per le quali è stato implementato correttamente il template Bio. Pagina aggiornata al 26 lug 2025. |

- 1º febbraio - Nikolaj Il'ič Beljaev, politico sovietico († 1966)
- 1º febbraio - Egil Brenna Lund, calciatore norvegese († 1949)
- 1º febbraio - Friedrich Panzinger, militare tedesco († 1959)
- 1º febbraio - Riccardo Tana, calciatore italiano
- 1º febbraio - Stefano Visca, calciatore italiano
- 1º febbraio - Carl Johan Wachtmeister, schermidore svedese († 1993)
- 1º febbraio - Taiji Yabushita, regista, direttore della fotografia e sceneggiatore giapponese († 1986)
- 2 febbraio - Hughie Gallacher, calciatore scozzese († 1957)
- 2 febbraio - Arkādijs Pavlovs, calciatore lettone († 1960)
- 2 febbraio - Iris Stuart, attrice statunitense († 1936)
- 2 febbraio - Gerrit Visser, calciatore olandese († 1984)
- 2 febbraio - Bartel Leendert van der Waerden, matematico olandese († 1996)
- 2 febbraio - Aldo Zanotta, militare italiano († 1940)
- 3 febbraio - Alberico Casardi, diplomatico italiano
- 3 febbraio - Douglas Douglas-Hamilton, XIV duca di Hamilton, nobile e ufficiale scozzese († 1973)
- 3 febbraio - Fernando Giaccardi, statistico e economista italiano († 1970)
- 3 febbraio - Angelo Grassi, antifascista e politico italiano
- 3 febbraio - Fernand Jourdant, schermidore francese († 1956)
- 3 febbraio - Giacomo Mosso, ingegnere aeronautico italiano († 1988)
- 3 febbraio - John Sieg, giornalista tedesco († 1942)
- 4 febbraio - Edwin Denby, poeta e scrittore statunitense († 1983)
- 4 febbraio - Román Fresnedo Siri, architetto uruguaiano († 1975)
- 4 febbraio - Alexander Imich, parapsicologo, chimico e supercentenario polacco († 2014)
- 4 febbraio - Romolo Venucci, pittore e scultore italiano († 1976)
- 5 febbraio - Gitta Alpár, cantante, attrice e soprano ungherese († 1991)
- 5 febbraio - Aleksej Nikolaevič Leont'ev, psicologo sovietico († 1979)
- 5 febbraio - Sakari Momoi, supercentenario giapponese († 2015)
- 5 febbraio - Tina Pizzardo, matematica e antifascista italiana († 1989)
- 5 febbraio - Alfredo Vicente Scherer, cardinale e arcivescovo cattolico brasiliano († 1996)
- 5 febbraio - José Silva, calciatore portoghese († 1961)
- 6 febbraio - Claudio Arrau, pianista cileno († 1991)
- 6 febbraio - Italo Giovannucci, politico e avvocato italiano († 1983)
- 6 febbraio - Louis Mesenkop, tecnico del suono statunitense († 1974)
- 6 febbraio - Angelo Paolucci, militare italiano († 1940)
- 7 febbraio - François-Nestor Adam, vescovo cattolico italiano († 1990)
- 7 febbraio - Grigorij Lomidze, regista cinematografico sovietico († 1962)
- 7 febbraio - Nikolaj Vasil'evič Novikov, diplomatico e ambasciatore sovietico († 1989)
- 7 febbraio - Tommi Parzinger, illustratore e designer tedesco († 1981)
- 8 febbraio - Gladys Carson, nuotatrice britannica († 1987)
- 8 febbraio - Friedrich Jürgenson, regista svedese († 1987)
- 8 febbraio - Greta Keller, attrice austriaca († 1977)
- 8 febbraio - Guido Morisi, attore italiano († 1951)
- 8 febbraio - Luigi Renato Sansone, politico e avvocato italiano († 1967)
- 8 febbraio - Tunku Abdul Rahman, principe e politico malese († 1990)
- 9 febbraio - Virgilio Audagna, scultore italiano († 1994)
- 9 febbraio - Howard Hayes Scullard, storico britannico († 1983)
- 9 febbraio - Renée Héribel, attrice francese († 1952)
- 9 febbraio - Giuseppe Migneco, pittore italiano († 1997)
- 10 febbraio - Franco Cortese, pilota automobilistico italiano († 1986)
- 10 febbraio - Malcolm Guthrie, linguista britannico († 1972)
- 10 febbraio - Waldemar Hoven, militare e medico tedesco († 1948)
- 10 febbraio - Abel Meeropol, scrittore e insegnante statunitense († 1986)
- 10 febbraio - Matthias Sindelar, calciatore austriaco († 1939)
- 10 febbraio - Severo Tiago, calciatore portoghese
- 10 febbraio - Heinrich Voigtsberger, generale tedesco († 1959)
- 10 febbraio - Miyagi Yotoku, pittore giapponese († 1943)
- 11 febbraio - Rex Lease, attore statunitense († 1966)
- 11 febbraio - Irène Némirovsky, scrittrice francese († 1942)
- 12 febbraio - Joseph Biroc, direttore della fotografia statunitense († 1996)
- 12 febbraio - Stephen Brunauer, fisico e chimico ungherese († 1986)
- 12 febbraio - Chick Hafey, giocatore di baseball statunitense († 1973)
- 12 febbraio - José Legarreta, calciatore spagnolo († 1957)
- 12 febbraio - Lincoln Maazel, attore e cantante statunitense († 2009)
- 12 febbraio - Gerolamo Lino Moro, politico italiano († 1990)
- 13 febbraio - Mario Anelli, militare, aviatore e fotografo italiano († 1941)
- 13 febbraio - Georgij Michajlovič Beriev, ingegnere e generale sovietico († 1979)
- 13 febbraio - Iosif Grigorevič Neman, ingegnere aeronautico sovietico († 1952)
- 13 febbraio - Georges Simenon, scrittore belga († 1989)
- 13 febbraio - Luigi Vietti, architetto e urbanista italiano († 1998)
- 14 febbraio - Ludovico Camangi, ingegnere e politico italiano († 1976)
- 14 febbraio - Stuart Erwin, attore statunitense († 1967)
- 14 febbraio - Bernard Leene, pistard olandese († 1988)
- 15 febbraio - Ramón José Castellano, arcivescovo cattolico argentino († 1979)
- 15 febbraio - Fratelli Mai, compositore di scacchi italiano († 1970)
- 15 febbraio - Bredo Wass, calciatore norvegese († 1992)
- 16 febbraio - Edgar Bergen, attore e conduttore radiofonico statunitense († 1978)
- 16 febbraio - Knud Harald Hannemann, compositore di scacchi danese († 1981)
- 16 febbraio - Theo Schär, calciatore svizzero
- 16 febbraio - Beniamino Segre, matematico italiano († 1977)
- 17 febbraio - Sadegh Hedayat, scrittore, critico letterario e traduttore iraniano († 1951)
- 17 febbraio - Kyösti Luukko, lottatore finlandese († 1970)
- 17 febbraio - Nikifor Tarasovič Vasjanka, poeta, traduttore e giornalista sovietico († 1976)
- 18 febbraio - George Givot, attore statunitense († 1984)
- 18 febbraio - Tokihiko Okada, attore giapponese († 1934)
- 18 febbraio - Nikolaj Viktorovič Podgornyj, politico sovietico († 1983)
- 19 febbraio - Luigi Pensuti, animatore italiano († 1946)
- 20 febbraio - Rūdolfs Bārda, calciatore lettone († 1991)
- 20 febbraio - Jorge Basadre, storico peruviano († 1980)
- 20 febbraio - Luigi De Michele, avvocato e politico italiano († 1976)
- 20 febbraio - Aniela Jaffé, psicologa tedesca († 1991)
- 20 febbraio - Libero Lodolo, calciatore italiano († 1957)
- 20 febbraio - Ella Maillart, scrittrice, fotografa e velista svizzera († 1997)
- 20 febbraio - Tullio Odorizzi, avvocato e politico italiano († 1991)
- 20 febbraio - Charles Pélissier, ciclista su strada, pistard e ciclocrossista francese († 1959)
- 20 febbraio - Giosuè Poli, dirigente sportivo, giornalista e atleta italiano († 1969)
- 20 febbraio - Joseph Schröffer, cardinale e arcivescovo cattolico tedesco († 1983)
- 20 febbraio - Hugh Randall Syme, militare australiano († 1965)
- 21 febbraio - Mario Balla, pallanuotista e allenatore di pallanuoto italiano († 1964)
- 21 febbraio - Scrapper Blackwell, chitarrista statunitense († 1962)
- 21 febbraio - Anna Garofalo, giornalista italiana († 1965)
- 21 febbraio - Dorothea Neff, attrice austriaca († 1986)
- 21 febbraio - Anaïs Nin, scrittrice statunitense († 1977)
- 21 febbraio - Raymond Queneau, scrittore, poeta e drammaturgo francese († 1976)
- 21 febbraio - Martin Weiss, militare tedesco († 1984)
- 22 febbraio - Ain-Ervin Mere, militare estone († 1969)
- 22 febbraio - Cesáreo Onzari, calciatore argentino († 1964)
- 22 febbraio - Arduino Pellegrini, politico italiano († 1977)
- 22 febbraio - Frank Plumpton Ramsey, matematico, logico e statistico britannico († 1930)
- 22 febbraio - Erik Waaler, medico norvegese († 1997)
- 22 febbraio - Robert Weede, baritono statunitense († 1972)
- 23 febbraio - Béla Dömötör, calciatore ungherese († 1972)
- 23 febbraio - Julius Fučík, giornalista, scrittore e antifascista ceco († 1943)
- 23 febbraio - Mahmoud Hessabi, fisico e politico iraniano († 1992)
- 23 febbraio - Vojtěch Sýbal, calciatore cecoslovacco
- 24 febbraio - Vladimir Bartol, scrittore sloveno († 1967)
- 24 febbraio - Ernesto Adamo Bignami, editore italiano († 1958)
- 24 febbraio - Giuseppe Galimberti, calciatore italiano
- 24 febbraio - Gaetano Gallo, calciatore italiano († 1962)
- 24 febbraio - Gustave Hembroeckx, ciclista su strada belga († 1993)
- 24 febbraio - Otto Martwig, calciatore tedesco († 1945)
- 25 febbraio - Valentino Brosio, scrittore e produttore cinematografico italiano († 1999)
- 25 febbraio - João Gaspar Simões, critico letterario, saggista e scrittore portoghese († 1987)
- 25 febbraio - Guillermo Subiabre, calciatore cileno († 1964)
- 26 febbraio - Jan Fethke, sceneggiatore, regista e scrittore polacco († 1980)
- 26 febbraio - Giuseppe Gabrielli, ingegnere italiano († 1987)
- 26 febbraio - Giulio Natta, ingegnere chimico italiano († 1979)
- 26 febbraio - Orde Charles Wingate, generale britannico († 1944)
- 27 febbraio - Chen Geng, generale, politico e scrittore cinese († 1961)
- 27 febbraio - Fernand Gambiez, generale e storico francese († 1989)
- 27 febbraio - Reginald Gardiner, attore inglese († 1980)
- 27 febbraio - Hans Rohrbach, matematico tedesco († 1993)
- 27 febbraio - Joseph Soloveitchik, rabbino, filosofo e educatore bielorusso († 1993)
- 27 febbraio - Giuseppe Tudisco, politico italiano († 1982)
- 27 febbraio - Grethe Weiser, attrice tedesca († 1970)
- 27 febbraio - Gustave Wuyts, tiratore di fune e pesista belga († 1979)
- 28 febbraio - Giuseppe Martinoli, vescovo cattolico svizzero († 1994)
- 28 febbraio - Vincente Minnelli, regista statunitense († 1986)
- 28 febbraio - Tullio Rossi, architetto italiano († 1995)